# Kanton Saint-Didier-en-Velay
Der Kanton Saint-Didier-en-Velay war bis 2015 ein französischer Wahlkreis im Arrondissement Yssingeaux, im Département Haute-Loire und in der Region Auvergne; sein Hauptort war Saint-Didier-en-Velay. Sein Vertreter im Generalrat des Départements war zuletzt von 1998 bis 2015 Michel Driot (DVD).

## Gemeinden
Der Kanton umfasste sieben Gemeinden:
| Gemeinde                | Einwohner Jahr | Fläche km² | Bevölkerungsdichte | Code INSEE | Postleitzahl |
| ----------------------- | -------------- | ---------- | ------------------ | ---------- | ------------ |
| Pont-Salomon            | 1979 (2013)    | 8,43       | 235 Einw./km²      | 43153      | 43330        |
| Saint-Didier-en-Velay   | 3473 (2013)    | 25,56      | 136 Einw./km²      | 43177      | 43140        |
| Saint-Ferréol-d’Auroure | 2423 (2013)    | 10,85      | 223 Einw./km²      | 43184      | 43330        |
| Saint-Just-Malmont      | 4158 (2013)    | 23,28      | 179 Einw./km²      | 43205      | 43240        |
| Saint-Romain-Lachalm    | 1072 (2013)    | 19,02      | 56 Einw./km²       | 43223      | 43620        |
| Saint-Victor-Malescours | 834 (2013)     | 14,47      | 58 Einw./km²       | 43227      | 43140        |
| La Séauve-sur-Semène    | 1457 (2013)    | 7,86       | 185 Einw./km²      | 43236      | 43140        |

## Bevölkerungsentwicklung
| 1962 | 1968 | 1975 | 1982   | 1990   | 1999   | 2006   | 2011   |
| ---- | ---- | ---- | ------ | ------ | ------ | ------ | ------ |
| 9248 | 9439 | 9139 | 10.079 | 12.046 | 13.157 | 14.307 | 15.189 |